# Sarah Thomasson
Sarah Margareta Thomasson, švedska alpska smučarka, * 20. julij 1925, Åre, Švedska, † 24. marec 1996, Östersund, Švedska.
Nastopila je na Olimpijskih igrah 1952, kjer je osvojila dvanajsto mesto v slalomu, osemnajsto v smuku in 21. v veleslalomu, ter Svetovnem prvenstvu 1954, kjer je osvojila bronasto medaljo v slalomu.